# Трапезунтско јеванђеље
Трапезунтско јеванђеље, ℓ  243 (Gregory-Aland), је византијски илуминирани рукопис Новог завета који потиче из 11. века а 14 страна овог рукописа израђено је у 10. веку или раније. Богато је украшен златом и драгим камењем захваљујући Андронику II, трапезунском цару. Године 1858. јеванђеље је руском цару Александру II поклонила трапезунска митрополија док га је он поклонио Руској националној библиотеци.